# Ернст Мах
Ернст Мах (Брно, 18. фебруар 1838 — Фатерштетен, 19. фебруар 1916) био је аустријски физичар и филозоф. По њему су названи: Махов број — однос брзине тела у ваздуху и брзине звука, Махове пруге — врста оптичке варке и Мах (кратер) — кратер на Месецу. Као филозоф науке, имао је велики утицај на логички позитивизам и амерички прагматизам. Својом критиком Њутнових теорија простора и времена, он је наговестио Ајнштајнову теорију релативности.

## Биографија
Ернст Мах је рођен 18. фебруара 1838. у Хрлицама, предграђу Брна, тада Аустроугарска, данас Чешка Република.
Његов отац је дипломирао на прашком универзитету и Ернст је најраније образовање добио и оквиру своје породице. Године 1855. се уписао на Бечки универзитет, где је и докторирао физику 1860. године. Његови рани радови су били посвећени проучавању Доплеровог ефекта. Године 1867. је преузео позицију шефа катедре за екперименталну физику на Карловом универзитету у Прагу, где је и остао следећих 28 година.
Један од његових значајнијих студената је био Андрија Мохоровичић.
Године 1898. Ернст је преживео срчани удар, али се потом повукао из научног живота на Бечком универзитету.
Године 1913. се из Беча преселио у Фатерштетен, близу Минхена, где је и остао до своје смрти 19. фебруара 1916. године.

## Физика
Већина Махових почетних студија у експерименталној физици концентрисала се на интерференцију, дифракцију, поларизацију и преламање светлости у различитим медијима под спољним утицајима. Одатле су уследила истраживања у механици суперсоничне течности. Мах и физичар-фотограф Петер Салчер представили су свој рад на ову тему 1887. године. Они коректно описују звучне ефекте уочене током надзвучног кретања пројектила. Они су закључили и експериментално потврдили постојање ударног таласа конусног облика, са пројектилом на врху. Однос брзине флуида и локалне брзине звука vp/vs сада се зове Махов број. То је критичан параметар у опису кретања флуида великом брзином у аеродинамици и хидродинамици. Мах је такође допринео космологији хипотезом познатом као Махов принцип.